# Banu Khazar
Els Banu Khazar foren el clan reial dels Maghrawa, descendents de Khazar ibn Haf ibn Sulat ibn Wanzamar ibn Maghraw. Segons Ibn Khaldun es van originar en el clan Wanzamar o Warzamar (variants Wazmar, Wartazmar, Warazmar o Wartazmir). van governar els emirats de Tlemcen (Tilimsen), Fes, Sigilmasa, i Trípoli. En canvi la dinastia maghrawa de Gafsa (els Banu l-Rand) no pertanyia a aquest clan.